# Гаросио, Андреа
Андреа Гаросио (итал. Andrea Garosio; род. 6 декабря 1993, Брешиа, Италия) — итальянский профессиональный шоссейный велогонщик, выступающий c 2019 года за команду мирового тура «Bahrain Victorious».

## Достижения
2010
1-й - Трофей Эмилио Паганесси (юниоры)
2011
3-й - Trophée de la ville de Loano (юниоры)
2014
1-й - Coppa d'Inverno
2-й - Trophée de la ville de Conegliano
2015
2-й - GP Citta di Felino
2016
1-й - Coppa Varignana
1-й - Cronoscalata Gardone Val Trompia-Prati di Caregno
1-й - Grand Prix de la ville de Bosco Chiesanuova
2-й - Trofeo SC Corsanico
3-й - Bassano-Monte Grappa
3-й - Mémorial Morgan Capretta
2017
1-й - Cirié-Pian della Mussa
1-й - Gran Premio Chianti Colline d'Elsa
1-й - Grand Prix Colli Rovescalesi
2-й - Coppa Varignana
3-й - Giro del Medio Brenta
3-й - Freccia dei Vini
3-й - Trophée MP Filtri
2018
7-й - Giro del Friuli-Venezia Giulia